# Дювернуа, Шарль
Шарль-Фредерик Дювернуа́ (фр. Charles-Frédéric Duvernoy; 1766, Монбельяр, — 28 февраля 1845) — французский кларнетист и композитор. Младший брат валторниста и композитора Фредерика Дювернуа.
Учился музыке у полкового музыканта в Страсбургском гарнизоне, после чего поступил в военный оркестр. С 1790 года играл в оркестрах ведущих парижских театров, в 1795—1824 годах первый профессор кларнета в новосозданной Парижской консерватории. Автор кларнетных концертов и сонат, а также различных арий. Дювернуа посвящена соната для кларнета и фортепиано Франсуа Девьена.
Сыновья Дювернуа — певец Шарль-Франсуа Дювернуа (1796—1872), валторнист Антуан-Франсуа-Фредерик-Огюст Дювернуа (1800—1874) и композитор Анри-Луи-Шарль Дювернуа (1820—1906).